# Adad

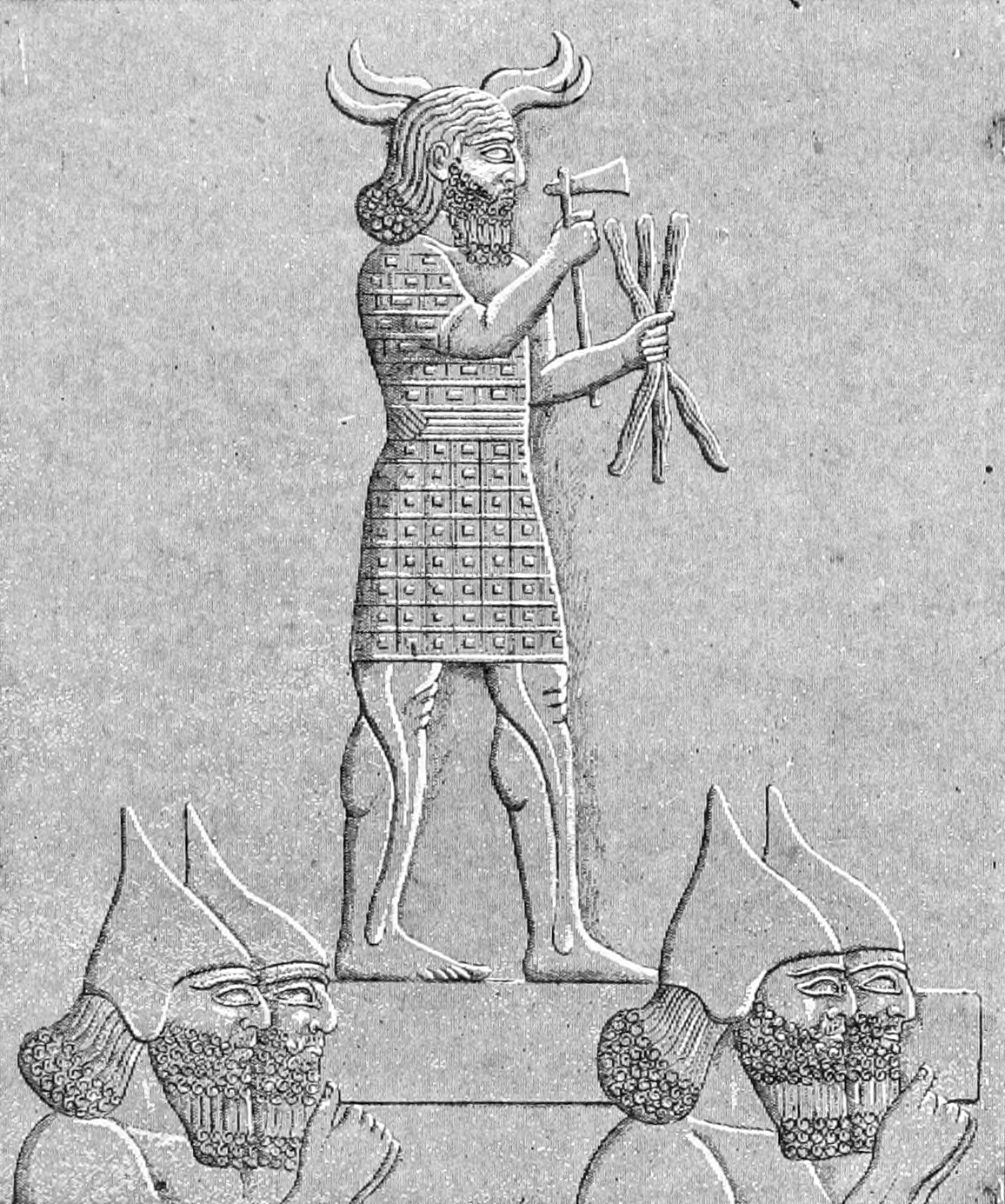
Asszír katonák Adad szobrát hordozzák

Adad vagy Addu az akkád mitológia viharistene, illetve általános időjárásisten és szelek irányítója. Körülbelül azonos a sumer Iskur istennel. Nevét általában DIM alakban írták, Iskurral azonos módon (𒀭𒅎 vagy 𒀭𒉎 vagy 𒀭𒅏). Az IM logogram jelentése „eső” vagy „vihar”, a név sumer alakja egyszerűen esőistent, viharistent jelent. A Hadda, Addu, Adad név talán szintén a sumer ad-da („atya”) szóra vezethető vissza. Szent száma a hatos.
Míg a sumer mitológiában a természeti istenek másodrendű szerepet játszottak a kozmikus istenekhez képest, addig a sémi mitológiákban ezek váltak elsődlegessé. Adad kultusza különböző úton-módon elterjedt más térségekben is, elsősorban Sziriában, ahol az i. e. 1. évezred folyamán az arámiak Hadad néven tisztelték. Anatóliában az óasszír kereskedelem korában a hettiták az írásjelet vették át saját viharisteneik (Tarhuntasz, Taru) leírására. Ugyanígy a hurrik Tessub nevét írták Adad logogramjával. Az anatóliai viharistenekhez kapcsolódó bikakultusz is Adadtól ered, akinek szent állata a bika. (Zeusz, aki szintén időjárásisten, szintén felvette időnként a bika alakját, Krétán erős bikakultusz volt). Hadadon keresztül Baál kialakulása is Adadra vezethető vissza.
Adad kultuszai az i. e. 2. évezred folyamán az amoriták megérkezésével kezdtek erősen terjedni. Észak-Szíriában már az i. e. 3. évezredben adatolható Hadda isten létezése, az amoriták (nyugati sémik, akik azért kapták ezt a nevet, mert Mezopotámiába nyugat felől érkeztek) hozhatták magukkal, itt pusztán az azonos tevékenységi kör miatt azonosult Iskurral. Talán e sémik egyetlen istene volt, mivel mitológiája nagy részben Iskurra épül, az ő családi kapcsolatai jelennek meg Adadnál is, csak akkád-amorita nevekkel. Asszíriában az óasszír uralkodók közül többen viselték Adad nevét, mint például I. Samsi-Adad, aki az első nagyobb asszír hódításokat vezette, vagy fia, Jaszmah-Adad, Mári kormányzója. Babilonban már Szumu-la-Él évnevei bizonyítják az Adad-kultusz meglétét, uralkodásának hetedik évétől a kilencedikig egy meg nem nevezett Adad-templomot építtetett. Egyik fő kultuszhelye Karkarban volt, ahol az Ékarkara Adad temploma, az Édurku pedig felesége, Sala tiszteleti helye.